# Otisfield
Otisfield – miasto w Stanach Zjednoczonych, w stanie Maine, w hrabstwie Oxford.